# Струнковице на Волињки
Струнковице на Волињки (чеш. Strunkovice nad Volyňkou) је насељено мјесто са административним статусом сеоске општине (чеш. obec) у округу Стракоњице, у Јужночешком крају, Чешка Република.

## Становништво
Према подацима о броју становника из 2014. године насеље је имало 115 становника.